# ナチュラルコスメ
ナチュラルコスメ（自然派化粧品）は動物・植物を問わず自然由来の原料を使用して作られた化粧品の総称である。

## 定義
明確な定義は存在しないが、自然由来（動物・植物）の原料を主とし、化学成分をなるべく抑えて作った化粧品を指すことが多い。

## 特徴
明確な定義がないことから、1%だけ自然由来原料を添加した製品でも「ナチュラルコスメ」と表示することが可能となっている。「ナチュラルコスメ」と謳うかどうかは各企業の判断によるため、様々な製品が乱立しており玉石混交の状態となっている。
また、自然由来成分にも、植物から抽出したままの純粋な植物成分から、植物成分を人工的に加工・合成したものまで幅広い種類があるが、後者を配合している場合でもナチュラルコスメと謳っている製品が多い。製品を選ぶ際には成分をしっかりと確認した上で判断する必要がある。

## 質が高いナチュラルコスメの選び方
- 自然由来原料の種類
自然由来原料にも、動物、植物、微生物等の種類があるため、何が入っているのかを確認する必要がある。
- 自然由来原料の配合量
自然由来が何%配合されているか。
- 界面活性剤の使用有無
界面活性剤を使用しているか。使用している場合は石油系の界面活性剤でないか。界面活性剤は肌のバリア機能を壊すため、敏感肌には極力避けたほうがよいとされている。製品特性上どうしても界面活性剤が必要な製品の場合は、使われている界面活性剤が天然系の界面活性剤かどうかを確認すること。
- 合成防腐剤の使用有無
防腐剤を使用しているか。使用している場合は合成防腐剤でないか。
- 合成着色料の使用有無
タール系色素等の合成着色料が使用されていないか。
- 合成香料の使用有無
合成香料が使用されていないか。

## 類似する化粧品
- オーガニック化粧品
オーガニック化粧品とは、有機栽培された植物からとった原料を配合して作られた化粧品の総称である。製品や原料だけでなく、原料となる植物の栽培方法にもこだわって作られている製品が多い。
- 無添加化粧品
旧厚生労働省が指定した「旧指定成分」を配合していない化粧品を指す。ファンケルが提唱したことにより、急速に広まったカテゴリである。自然由来の成分を配合していることが多いが、石油由来の成分も多く配合されていることも特徴である。
- ミネラル化粧品（ミネラルコスメ）
ミネラルファンデーションとは、マイカ、酸化チタン、酸化亜鉛、酸化鉄等のミネラル（天然鉱物）を主成分として作られた化粧品のこと。
- 手作り化粧品
上記３つとは違い、文字通り手作りの化粧品。蒸留水やキサンタンガムなどの材料を混ぜ合わせて作る。